# Tarnowskie Góry
Tarnowskie Góry (sziléziai nyelven Tarnowske Gůry, németül: Tarnowitz, csehül: Tarnovice, latinul: Montes Tarnovicenses) járási jogú város Lengyelország délnyugati részén Felső-Sziléziában a Sziléziai vajdaságban a Felső-Sziléziai Ipari Körzet (GOP) északi szélén. 1975-1998 között a város a Katowicei vajdasághoz tartozott.
Kulcsfontosságú közúti és vasúti csomópont. Itt található Európa egyik legnagyobb rendezőpályaudvara, melynek hossza néhány kilométert tesz ki. A múltban szén, ólom, cink és ezüst kitermelésének központja. A látnivalók közé tartozik többek között a Tarnowicai vár, egy múzeális ezüstbánya, 16. század óta működő borpince, harangtorony, a városháza, régi lakóházak, Segiet természetvédelmi terület és a Fekete Pisztráng tárna. Többek között Békéscsaba testvérvárosa.

## Városrészek

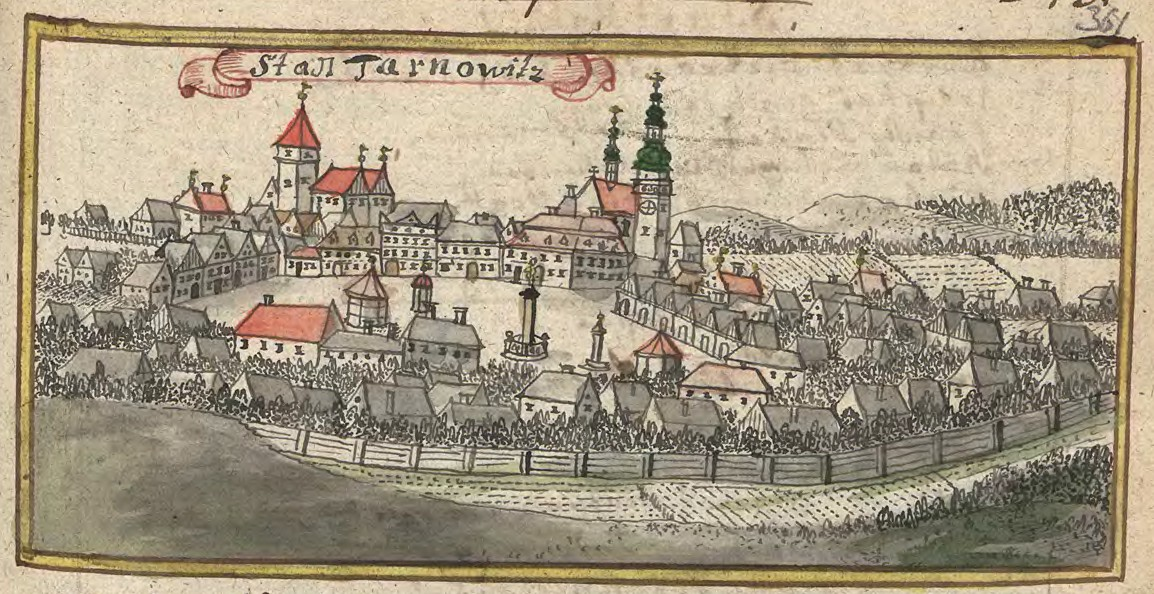
Tarnowskie Góry a 18. század elején. Friedriech Bernhard Wernher rajza

A 8347 ha területű város 11 kerületre oszlik:

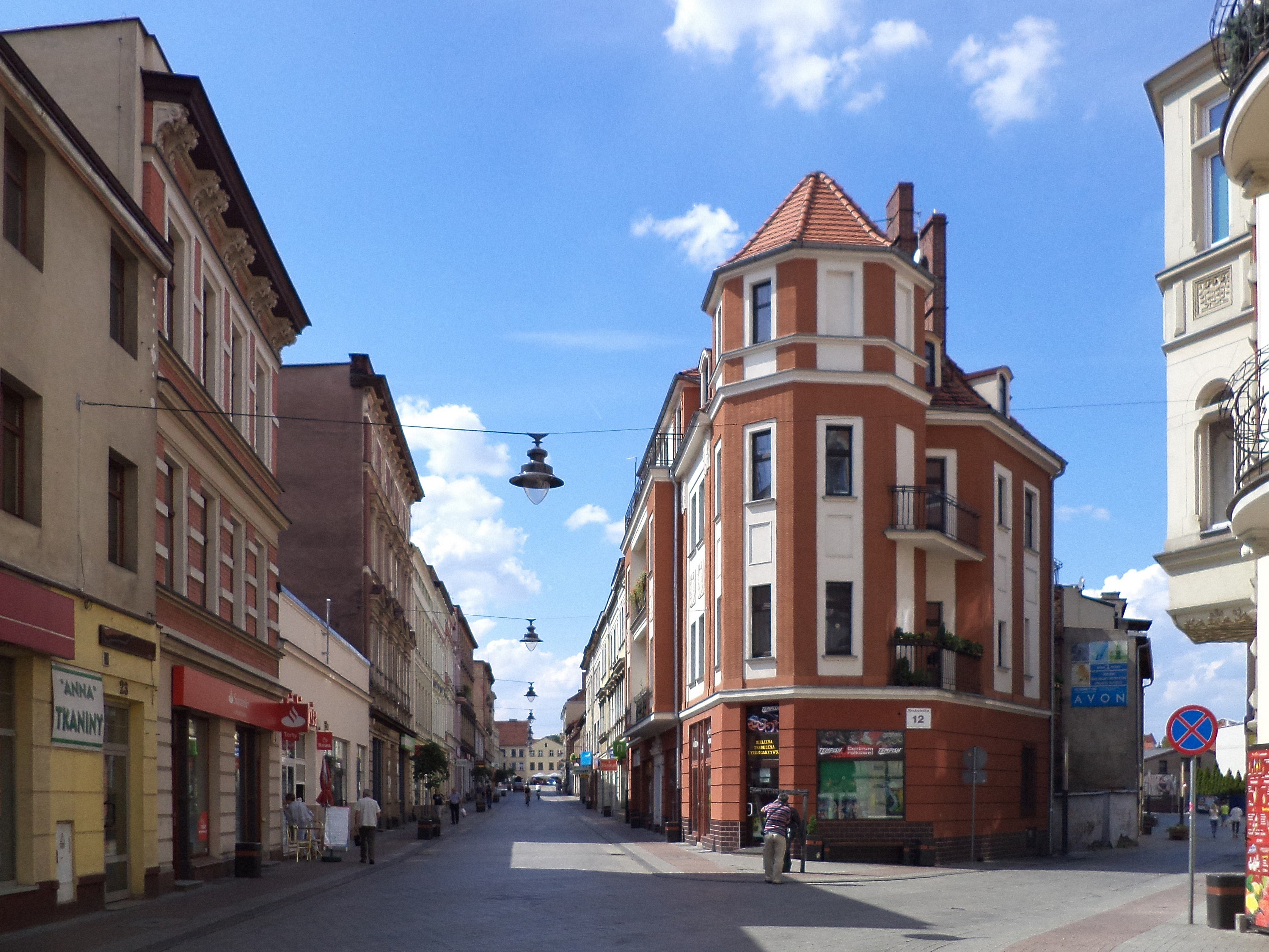
Belváros

| - Bobrowniki Śląskie - Lasowice - Opatowice - Pniowiec - Repty Śląskie - Rybna | - Strzybnica - Sowice - Stare Tarnowice - Strzybnica - Śródmieście - Centrum - Osada Jana |

## Története
A város neve Tarnowice falu nevéből ered. (Tarnovice ma a város egyik kerülete). A gory szó a régi lengyel nyelvben bányát jelentett.
A város története szorosan kapcsolódik az ezüst, ólom és  cink bányászatához. A legendák szerint az első ezüsttelért egy Rybka nevű paraszt találta meg 1490 körül. Ettől kezdve a mai város területére telepesek kezdtek jönni, akik lassan felépítették az első bányásztelepülést.
II. János opole-racibórzi fejedelem, a terület akkori ura és Brandenburgi György Ansbach őrgrófja 1526-ban a kibontakozó városnak bányászati jogokat adtak. Ugyanebben az évben Tarnowskie Góry városjogokat is kapott, két évvel később pedig kikiáltották az Ordunek gornyt, ami a legrégibb, nyomtatásban megjelent bányászati törvény volt Lengyelországban. A bányászattal együtt a kézműipar és a kereskedelem is gyors fejlődésnek indult. Sok ma is álló ház épült az időben.
A 16. század közepén Tarnowskie Góry volt a legnagyobb ércbányászati központ Felső-Sziléziában. A reformáció sok embert meghódított. A protestantizmus II. János halála után (1532) a Hohenzollernek alatt megszilárdult. 1529-ben felépítették az első fatemplomot, majd két évvel később a helyén téglából megépítették a véglegest. 1531-ben több felekezetű iskolát nyitottak meg. Az 1500-as évek végén, az 1600-as évek elején az iskola rektora Daniel Franconius kiváló antitrinitárius pedagógus és költő volt.
1676-ban Tarnowskie Góryban járvány tört ki, a lakosok engesztelő zarándoklatot tartottak Piekary Śląskiéba. Ennek emlékére szokássá vált, hogy július 2-át követő vasárnap minden évben elzarándokoljanak a Piekary Mária képhez. Ez a tradíció máig tart.
1740. december 16-án a porosz hadsereg betört Sziléziába és ezzel megindultak a sziléziai háborúk. Az első sziléziai háború befejezése után 1742-ben a város osztrák fennhatóság alól a Porosz Királysághoz került. Az 1780-as években Friedrich Wilhelm von Reden kezdeményezésére a "Fryderyk" állami bánya és kohó (amit Nagy Frigyesről neveztek el) üzembe helyezett egy bányavíz-mentesítő gőzgépet 1788-ban, amely az első volt az európai kontinensen (Anglia után).
1803-ban megnyitották az első bányászati iskolát, majd az új "Fryderyk" aknát, nyomdát létesítettek, kikövezték a piacteret és két utcát, új vasgyárat és kohót nyitottak és megkezdődött a városi vízvezeték kiépítése. Ugyanekkor alakult az első társaság a bányászok biztosítására. 1857-ben megnyílt az első vasútvonal Opolébe. 1873-ban városi tanács alakult.
1922-ben Tarnowskie Góryt a sziléziai népszavazás után Lengyelországhoz csatolták. Lengyelország mellett szavazott a polgárok 62%-a, Németország mellett 38%. (Ez utóbbiból állítólag 10%-ot azok a németek tették ki, akik a szavazás javukra fordítása érdekében ideutaztak.) A városban a szavazatok 85%-át Németország mellett tették le, ennek ellenére a harmadik sziléziai felkelés eredményeképp a város Lengyelországhoz került.
A 20. század elején kimerültek az érctelepek és megszűnt az ércbányászat.

## Fordítás
- Ez a szócikk részben vagy egészben a Tarnowskie Góry című lengyel Wikipédia-szócikk ezen változatának fordításán alapul.  Az eredeti cikk szerkesztőit annak laptörténete sorolja fel. Ez a jelzés csupán a megfogalmazás eredetét és a szerzői jogokat jelzi, nem szolgál a cikkben szereplő információk forrásmegjelöléseként.